# 46

## Nașteri
- Plutarh, scriitor grec (d. 127)